# Бруно фон Утманн
Бруно Макс Віктор Фердинанд фон Утманн (нім. Bruno Max Victor Ferdinand von Uthmann; 17 квітня 1891, Берлін — 8 червня 1978, Гамбург-Бергедорф) — німецький офіцер і дипломат, генерал-лейтенант вермахту.

## Біографія
Представник знатного сілезького роду. Син генерал-лейтенанта Прусської армії Пауля фон Утманна (1857—1918) і його дружини Брунгільди, уродженої баронеси фон Мергаймб (1869—1901).
14 березня 1911 року вступив у гвардійський гренадерський полк «Імператор Олександр» № 1. Учасник Першої світової війни. З 7 жовтня 1914 року — батальйонний ад'ютант, з 21 липня 1915 року — заступник полкового ад'ютанта. З 15 червня 19116 року — офіцер для доручень у штабі гвардійського корпусу. З 15 жовтня 1917 року — бригадний ад'ютант. З 25 серпня 1918 року служив у Генштабі 121-ї піхотної дивізії.
З 1 березня 1919 року служив у штабі прикордонної охорони «Північ», з 28 квітня 1919 року — у Військовому міністерстві, з 20 липня 1919 року — у Великому Генштабі, з 1 жовтня 1919 року — в Імперському військовому міністерстві, з 1 жовтня 1922 року — в Генштабі 3-ї дивізії (Берлін). З 1 листопада 1925 року — командир 12-ї (кулеметної) роти 9-го піхотного полку (Берлін). З 1 березня 1929 року служив у штабі 3-го керівника піхоти (Потсдам), з 1 жовтня 1929 року — знову в штабі 3-ї дивізії. З 1 червня 1932 року — керівник кадрової групи P3 Кадрового управління сухопутних військ (Берлін). З 1 квітня 1934 року — командир 2-го батальйону 4-го піхотного полку (Кольберг). 1 жовтня 1935 року направлений на навчання у Військову академію Берліна, з 1 серпня 1936 року — начальник командного штабу академії.
З 1 серпня 1938 року — військовий аташе німецького посольства в Стокгольмі, до 9 квітня 1940 року — також в Осло і Копенгагені. У травні — липні 1943 року перебував на лікуванні в П'єштянах. Після капітуляції вермахту в травні 1945 року вивезений в село з обмеженою свободою пересування. 18 серпня 1945 року доставлений в британську зону окупації Німеччини та інтернований. 8 березня 1946 року звільнений. Решту життя прожив у Гамбурзі. Похований на Північному цвинтарі Вісбадена.

## Оцінка сучасників
6 травня 1941 року начальник Генштабу сухопутних військ генерал-полковник Франц Гальдер дав Утманну таку характеристику: «Ясний, тверезий солдат, який ретельно обмірковує та робить точні висновки. Завдяки своїм твердим військовим навичкам, спокійним здібностям та сердечному характеру довга відсутність на фронті робить його бажаним. Підходить для командування дивізією.»
1 травня 1942 року отримав від Гальдера оновлену характеристику: «Те саме, що й минулого року. Потрібно враховувати стан здоров'я. Оцінка: дуже добре. Рекомендація: якщо проблеми зі здоров'ям подолані, придатний для командування дивізією.»

## Сім'я
16 жовтня 1923 року одружився з Євою-Марією фон Шліхтінг. У пари народились син (1927) і дочка (1931).

## Звання
- Фенріх запасу (14 березня 1911)
- Лейтенант (22 травня 1912; патент від 1 червня 1910)
- Оберлейтенант (18 грудня 1915)
- Ротмістр (1 січня 1922)
- Гауптман (1 жовтня 1922)
- Майор (1 лютого 1930)
- Оберстлейтенант (1 лютого 1934)
- Оберст (1 листопада 1935)
- Генерал-майор (1 жовтня 1939)
- Генерал-лейтенант (1 вересня 1941)

## Нагороди
- Орден «За військові заслуги» (Баварія) 4-го класу (1913)
- Орден Святого Станіслава 3-го ступеня (Російська імперія; 1914)
- Залізний хрест 2-го і 1-го класу
- Нагрудний знак «За поранення» в чорному
- Почесний хрест ветерана війни з мечами (1934)
- Медаль за участь у Європейській війні (1915—1918) з мечами (Третє Болгарське царство)
- Медаль «За вислугу років у Вермахті» 4-го, 3-го, 2-го і 1-го класу (25 років; 2 жовтня 1936) — отримав 4 нагороди одночасно.
- Орден Білої троянди (Фінляндія), командорський хрест 1-го класу
- Орден Меча, командорський хрест 1-го класу (Швеція)
- Хрест Воєнних заслуг 2-го класу з мечами